# TvDanmark1
TvDanmark 1 var en dansk tv-kanal, der blev etableret som søsterkanal til TvDanmark, der samtidig skiftede navn til TvDanmark 2 d. 1. januar 2000 og sendte tv som satellitkanal fra London frem til 3. april 2004, hvor kanalen skiftede udseende og navn til Kanal 5.
Kanalerne TvDanmark 1 og senere Kanal 5 ejes af SBS Broadcasting, der er Europa's næststørste broadcaster.
Kanalen blev etableret som satellitkanal fra England for at sende tv til Danmark under engelsk lovgivning, der gjorde at man kunne sende reklamebreaks inde i programmerne som Viasat-kanalerne TV3 og 3+ havde gjort det i flere år.
TvDanmark 1 blev etableret som en tv-kanal, der primært henvendte sig til mænd og programlægningen var primært film, sport og action. Kanalen lanceredes i stor stil i 2000 med en række direkte magasinprogrammer der sendtes alle hverdage og hed V.I.P. men disse programmer floppede for kanalen og blev taget af efter få måneder. Kanalens største satsning var en række store danske boksestævner med Stald Palle, men kanalen og Stald Palle kom i kontraktmæssig konflikt der gjorde at Stald Palle skiftede til Viasat i slutningen af 2003.